# Brühne (Orke)
Die Brühne, im Oberlauf auch Hagemecke genannt, ist ein knapp 7,8 km langer, nördlicher und orographisch linker Zufluss der Orke im Stadtgebiet von Medebach im nordrhein-westfälischen Hochsauerlandkreis (Deutschland).

## Verlauf
Die Brühne entspringt in den Nordostausläufern des Rothaargebirges. Ihre Quelle liegt im Naturpark Sauerland-Rothaargebirge rund 2,8 km (Luftlinie) nordnordöstlich vom Ortskern der Medebacher Kernstadt und 150 m westlich der Landesstraße 854, die von Oberschledorn in Richtung Süden vorbei an den Bauernhöfen Langeln und Hooren und dann weiter zur L 617 (Hillershausen–Medebach–Medelon) führt. Sie befindet sich zwischen den bewaldeten Erhebungen Winterkopf (524,9 m) im Südwesten und Valshagenberg (504,8 m) im Osten auf rund 465 m ü. NHN.
Anfangs fließt die gänzlich im Naturpark Sauerland-Rothaargebirge und in landwirtschaftlich genutztem Gebiet entlang dem östlich befindlichen Wald der Aarstruth verlaufende Brühne, die L 854 unterquerend, dann Hooren östlich passierend und danach die L 617 unterquerend, in Richtung Südosten. Dann mündet in den fortan südwärts fließenden Bach die aus Richtung Medebach kommende Harbecke ein. Fortan verläuft die Brühne östlich parallel zum Medebach, der entlang der von Medebach zur bei Münden gelegenen westfälisch-nordhessischen Grenze verlaufenden L 740 führt, und zudem parallel zur etwas weiter östlich befindlichen Wilden Aa; beide sind ebenfalls Orke-Zuflüsse.
Etwas weiter südlich mündet die Brühne kurz nach Unterqueren der L 740 unterhalb der nahe der Orke stehenden Polter- und Niedermühle nahe dem Orke-Kilometer 18,45 auf rund 347 m Höhe in den dort von Nordwesten kommenden Eder-Zufluss Orke; ihrer Mündung südlich gegenüber und damit jenseits der Orke liegt die Kläranlage Medebach-Berge.

## Einzugsgebiet und Zuflüsse
Das Einzugsgebiet der Brühne ist 15,506 km² groß. Zu ihren Zuflüssen gehören mit orographischer Zuordnung (l = linksseitig, r = rechtsseitig), Gewässerlänge, Mündungsort mit Brühnebachkilometer – wenn bekannt – Einzugsgebietsgröße (bachabwärts betrachtet).
- Kortenbeck (r; 1,5 km; unterhalb Hooren; bei / nahe km 6,15)
- Harbecke (r; 7,8 km; einiges unterhalb Hooren; bei km 3,4; 7,845 km²)

## Naturräumliche Zuordnung

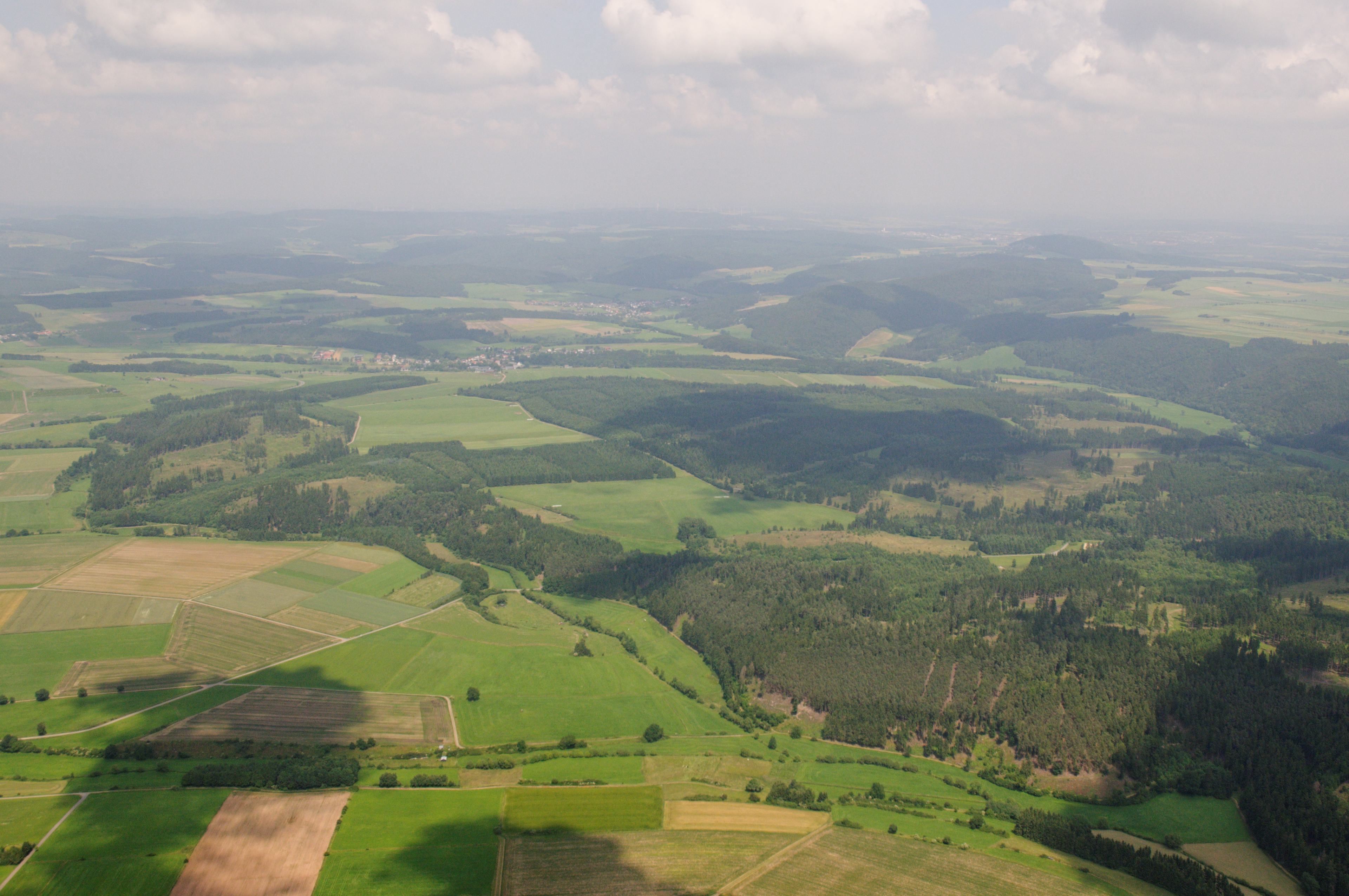
Naturschutzgebiet Brühnetal mit Hillershausen aus der Luft

Die Brühne fließt in der naturräumlichen Haupteinheitengruppe Süderbergland (Nr. 33), in der Haupteinheit Ostsauerländer Gebirgsrand (332) und in der Untereinheit Medebacher Bucht (332.4) durch die Naturräume Schiefe Ebene von Medebach (332.40) und Münder Grund (332.42), wobei am Mittel- und Unterlaufbereich der Naturraum Aarstruth (332.34) östlich angrenzt.

## Schutzgebiete
Abgesehen von einem quellnahen Oberlaufabschnitt fließt die Brühne fast gänzlich im Naturschutzgebiet Brühnetal (CDDA-Nr. 318249; 2002 ausgewiesen; 90 ha groß), und lediglich ein mündungsnaher Unterlaufabschnitt verläuft im NSG Orketal (CDDA-Nr. 318918; 1999; 1,98 km²). Landschaftsschutzgebiete am Bach sind das LSG Medebach (CDDA-Nr. 345073; 1983; 44,68 km²), LSG Medebacher Kernraum: Quellmulden, Niederungszonen und Flachhänge (CDDA-Nr. 345074; 2004; 8,92 km²) und LSG Kulturlandschaftskomplex Medelon (CDDA-Nr. 345054; 1983; 82 ha). Der Bach fließt im Europäischen Vogelschutzgebiet Medebacher Bucht (VSG-Nr. 4717-401; 138,72 km²) und größtenteils im Fauna-Flora-Habitat-Gebiet Waldreservat Glindfeld-Orketal (mit Nebentälern) (FFH-Nr. 4817-304; 29,97 km²).

## Verkehr und Wandern
Der Oberlauf der Brühne unterquert die Landesstraße 854, die von Oberschledorn nach Süden zur den Bach überquerenden L 617 (Hillershausen–Medebach–Medelon) führt. Etwas westlich vom Unterlauf verläuft in Richtung des Medebachs und parallel zu diesem die L 740, die von Medebach kommend zur westfälisch-nordhessischen Grenze führt und die Brühne mündungsnah überquert. Auf mehreren Feld- und Waldwegen kann entlang des Bachs gewandert werden.